# Grande Prêmio do Cinema Brasileiro 2023
A 22.ª cerimônia (português brasileiro) ou cerimónia (português europeu) de entrega do Grande Otelo foi apresentada pela Academia Brasileira de Cinema e Artes Audiovisuais (ABCAA), através da Lei Federal de Incentivo à Cultura do Ministério da Cultura, homenageando os filmes que se desatacaram no ano de 2022. A cerimônia ocorreu na Cidade das Artes, no Rio de Janeiro, em 23 de agosto de 2023. As nomeações foram anunciadas em 21 de junho de 2023 no site oficial da Academia.

## Resumo
| Filme                      | Indicações | Vitórias |
| -------------------------- | ---------- | -------- |
| Medida Provisória          | 15         | 1        |
| Marte Um                   | 13         | 8        |
| Eduardo e Mônica           | 12         | 1        |
| A Viagem de Pedro          | 10         | 3        |
| O Clube dos Anjos          | 9          | 1        |
| Paloma                     | 7          | 0        |
| Pluft, o Fantasminha       | 5          | 2        |
| A Espera de Liz            | 4          | 0        |
| Carvão                     | 4          | 1        |
| Jesus Kid                  | 3          | 0        |
| Pureza                     | 3          | 1        |
| A Mãe                      | 2          | 0        |
| O Debate                   | 2          | 0        |
| Alice dos Anjos            | 1          | 0        |
| Alice no Mundo da Internet | 1          | 0        |
| As Verdades                | 1          | 0        |

## Vencedores e indicados
Os indicados foram anunciados em 21 de junho de 2023 através do site oficial da Academia e suas respectivas redes sociais. Medida Provisória, dirigido por Lázaro Ramos, liderou o ranking de indicações com 15 ao total. Na sequência, Marte Um, dirigido por Gabriel Martins,  assume a vice liderança de indicações com 13 nomeações.

### Prêmios
Os vencedores estarão listados em primeiro e destacados em negrito.
| Melhor Longa-Metragem de Ficção | Melhor Direção |
| --- | --- |
| - Marte Um – Gabriel Martins, Thiago Macêdo Correia, Maurílio Martins e André Novais Oliveira, produtores - A Viagem de Pedro – Laís Bodanzky, Sandro Aguilar, Luiz Bolognesi, Mario Canivello, Karen Castanho, Fernando Fraiha, Cauã Reymond, Luís Urbano e Bianca Villar, produtores - Eduardo e Mônica – René Sampaio e Bianca de Felippes, produtores - Medida Provisória – Daniel Filho e Tânia Rocha, produtores - Paloma – João Vieira Jr., produtor | - Gabriel Martins – Marte Um - Laís Bodanzky – A Viagem de Pedro - Marcelo Gomes – Paloma - René Sampaio – Eduardo e Mônica - Rosane Svartman – Pluft, o Fantasminha |
| Melhor Atriz | Melhor Ator |
| - Dira Paes – Pureza como Pureza Lopes Loyola - Alice Braga – Eduardo e Mônica como Mônica Queiroz - Andréa Beltrão – Ela e Eu como Bia - Kika Sena – Paloma como Paloma - Marcélia Cartaxo – A Mãe como Maria | - Carlos Francisco – Marte Um como Wellington Martins - Alfred Enoch – Medida Provisória como Antônio Gama - Antônio Pitanga – Casa de Antiguidades como Cristovam - Cauã Reymond – A Viagem de Pedro como Dom Pedro I - Gabriel Leone – Eduardo e Mônica como Eduardo Sousa |
| Melhor Atriz Coadjuvante | Melhor Ator Coadjuvante |
| - Adriana Esteves – Medida Provisória como Isabel Garcéz - Camila Márdila – Carvão como Luciana - Camila Damião – Marte Um como Eunice "Nina" Martins - Drica Moraes – As Verdades como Amara - Helena Ignez – A Mãe como Dulce | - Cícero Lucas – Marte Um como Deivinho Martins - André Abujamra – O Clube dos Anjos como Tiago - Augusto Madeira – O Clube dos Anjos como João - Emicida – Medida Provisória como Berto - Flávio Bauraqui – Medida Provisória como Kabenguele |
| Melhor Roteiro Original | Melhor Roteiro Adaptado |
| - Gabriel Martins – Marte Um - Bruno Torres e Simone Iliescu – A Espera de Liz - Carolina Markowicz – Carvão - Laís Bodanzky – A Viagem de Pedro - Marcelo Gomes, Armando Praça e Gustavo Campos – Paloma | - Angelo Defanti – O Clube dos Anjos, adaptado da obra "O Clube dos Anjos", de Luis Fernando Veríssimo - Aly Muritiba – Jesus Kid, adaptado da obra "Jesus Kid", de Lourenço Mutarelli - Jorge Furtado e Guel Arraes – O Debate, adaptado do livro "O Debate", de Jorge Furtado e Guel Arraes - Lusa Silvestre, Lázaro Ramos, Elísio Lopes Jr. e Aldri Anunciação – Medida Provisória, adaptado da obra "Namíbia, Não!", de Aldri Anunciação - Matheus Souza, Cláudia Souto, Jéssica Candal e Michele Frantz – Eduardo e Mônica, inspirado na música "Eduardo e Mônica", de Renato Russo |
| Melhor Longa-Metragem – Comédia | Melhor Longa-Metragem – Documentário |
| - Bem-vinda a Quixeramobim – Halder Gomes - Jesus Kid – Aly Muritiba - O Clube dos Anjos – Angelo Defanti - Papai É Pop – Caito Ortiz - Vale Night – Luís Pinheiro | - Kobra Auto Retrato – Lina Chamie - A Janga de Welles – Petrus Cariry e Firmino Holanda - Amigo Secreto – Maria Augusta Ramos - Clarice Lispector, a Descoberta do Mundo – Taciana Oliveira - O Presidente Improvável – Belisario Franca |
| Melhor Longa-Metragem – Animação | Melhor Longa-Metragem – Infantil |
| - Tarsilinha – Celia Catunda e Kiko Mistrorigo - Além da Lenda – Marília Mafé e Marcos França - Meu AmigãoZão: O Filme – Andrés Lieban - Meu Tio José – Ducca Rios - Tromba Trem: O Filme – Zé Brandão | - Pluft, o Fantasminha – Rosane Svartman - Alice dos Anjos – Daniel Leite Almeida - Alice no Mundo da Internet – Fabrício Bittar - D. P. A. 3: Uma Aventura no Fim do Mundo – Mauro Ribeiro de Lima - Pequenos Guerreiros – Bárbara Cariry |
| Melhor Direção de Fotografia | Melhor Direção de Arte |
| - Leonardo Feliciano – Marte Um - Adrian Teijido, ABC – Medida Provisória - Felipe Reinheimer, ABC – Pureza - Gustavo Hadba, ABC – Eduardo e Mônica - Pedro J Marquez – A Viagem de Pedro - Pepe Mendez – Carvão | - Adrian Cooper – A Viagem de Pedro - Fernanda Carlucci – O Clube dos Anjos - Marcos Pedroso – Paloma - Rimena Procópio – Marte Um - Tiago Marques – Eduardo e Mônica - Tiago Marques – Medida Provisória |
| Melhor Figurino | Melhor Maquiagem |
| - Marjorie Gueller, Joana Porto e Patrícia Dória – A Viagem de Pedro - Valéria Stefani – Eduardo e Mônica - Alex Brollo – Medida Provisória - Gabi Campos – Paloma - Marina Sandim – Marte Um | - Tayce Vale e Blue – A Viagem de Pedro - Adriano Manques – Medida Provisória - Amanda Mirage – O Clube dos Anjos - Auri Motta – Eduardo e Mônica - Mari Figueiredo e Cacá Zech – Pluft, o Fantasminha |
| Melhor Trilha Sonora | Melhor Som |
| - Pedro Guedes, Fabiano Krieger e Lucas Marcier – Eduardo e Mônica - André Abujamra – O Clube dos Anjos - Daniel Simitan – Marte Um - Nelson Soares e Marcos Moreira – Paloma - Plínio Profeta, Rincon Sapiência e Kiko de Sousa – Medida Provisória | - Marcos Lopes e Tiago Bello – Marte Um - Álvaro Correia, Waldir Xavier, Armando Torres Jr. e Caio Guerin – Pluft, o Fantasminha - Bruno Armelin e Bernardo Adeodato – A Espera de Liz - Gabriela Bervian, Ricardo Cutz, A3PS e Matheus Miguens – Alemão 2 - Marcel Costa, Waldir Xavier e Bernardo Adeodato – Medida Provisória |
| Melhor Montagem | Melhor Primeira Direção |
| - Thiago Ricarte e Gabriel Martins – Marte Um - Diana Vasconcellos – Medida Provisória - Eduardo Gripa – A Viagem de Pedro - Lívia Arbex, EDT – O Clube dos Anjos - Lucas Gonzaga – Eduardo e Mônica - Marcelo Moraes, EDT – Pureza | - Carolina Markowicz – Carvão - Angelo Defanti – O Clube dos Anjos - Bruno Torres – A Espera de Liz - Caio Blat – O Debate - Lázaro Ramos – Medida Provisória |
| Melhor Longa-Metragem Internacional | Melhor Longa-Metragem Ibero-Americano |
| - Elvis () – Baz Luhrmann - 1982 () – Oualid Mouaness - A Mulher Rei () – Gina Prince-Bythewood - Avatar: o Caminho da Água () – James Cameron - Boa Sorte, Leo Grande () – Sophie Hyde - Pantera Negra: Wakanda Para Sempre () – Ryan Coogler - Top Gun: Maverick () – Joseph Kosinski | - Argentina, 1985 () – Santiago Mitre - 1976 (/) – Manuela Martelli - As Bestas () – Rodrigo Sorogoyen - La Jauría () – Andrés Ramírez Pulido - Restos do Vento () – Tiago Guedes |
| Melhor Efeito Visual | Melhor Curta-Metragem – Ficção |
| - Sandro di Segni – Pluft, o Fantasminha - Eduardo Schaal, Guilherme Ramalho e Hugo Gurgel – A Viagem de Pedro - Gabriel Martins – Marte Um - Leonardo Sindlinger, Michel Takahashi e Karlos Shirmer – Jesus Kid - Marcelo Siqueira – A Espera de Liz - Paulo Barcellos – Medida Provisória | - Big Bang – Carlos Segundo - Ainda Restarão Robôs nas Ruas do Interior Profundo – Guilherme Xavier Ribeiro - Fantasma Neon – Leonardo Martinelli - Infantaria – Laís Santos Araújo - Sobre Amizades e Bicicletas – Júlia Vital - Último Domingo – Joana Claude e Renan Brandão |
| Melhor Curta-Metragem – Documentário | Melhor Curta-Metragem – Animação |
| - Território Pequi – Takumã Kuikuro - A Última Praga de Mojica – Cédric Fanit, Eugenio Puppo, Matheus Sundfeld e Pedro Junqueira - Carta para Glauber – Gregory Baltz - Peixes Não se Afogam – Anna Azevedo - Trópico de Capicórnio – Juliana Antunes | - A Menina Atrás do Espelho – Iuri Moreno - Em Busca da Terra-Música Prometida – Gabriel Bitar - Meu Nome É Maalum – Luisa Copetti - Nonna – Maria Augusta V. Nunes - O Senhor do Trem – Aída Queiroz e Cesar Coelho |
| Melhor Série – Animação (TV Paga / OTT) | Melhor Série – Documentário (TV Paga / OTT) |
| - Vamos Brincar com a Turma da Mônica – 1ª Temporada – Giga Gloob - Cordélicos – 1ª Temporada – TV O Povo - O Show da Luna! – 7ª Temporada – Discovery Kids - Passagens da Independência – 1ª Temporada – Canal Futura/ Globoplay | - Pacto Brutal: O Assassinato de Daniella Perez – 1ª Temporada – HBO Max - Em Casa com os Gil – 1ª Temporada – Amazon Prime Video - Lei da Silva: A História do Jogo do Bicho – 1ª Temporada – Canal Brasil - O Caso Celso Daniel – 1ª Temporada – Globoplay - PCC: Poder Secreto – 1ª Temporada – HBO Max |
| Melhor Série de Ficção – TV Paga / TV Aberta / OTT | |
| - Manhãs de Setembro – 2ª Temporada – Amazon Prime Video - Bom Dia, Verônica – 2ª Temporada – Netflix - Rota 66: A Polícia que Mata – 1ª Temporada – Globoplay - Sob Pressão – 5ª Temporada – Globoplay - Turma da Mônica: A Série – 1ª Temporada – Globoplay | |

- Homenagem = Vladimir Carvalho
- Prêmio Júri Popular = Bem-vinda a Quixeramobim